# 愛のロマンス
「愛のロマンス」（あいのロマンス）は、ギターの楽曲。題名は「Romance anónimo（名前のないロマンス）」、「Estudio en Mi de Rubira（ルビーラによるホ調練習曲）」、「Romance de España（ロマンス・デ・エスパーニャ）」など多数の表記が見られる。

## 歴史
起源についてはスペインの民謡とされることが多いが、19世紀後半にギターの練習用として作られたものと考えられており、実際にクラシック・ギターの練習曲の定番として広く演奏されている。作曲者についても諸説あるが、スペインのギター奏者アントニオ・ルビーラとする説が有力とされている。最初に映画で使われたのは1941年に製作されたアメリカ映画『血と砂』であるが、1952年のフランス映画『禁じられた遊び』の主題曲としてギタリストのナルシソ・イエペスが編曲・演奏したことで世界的に知られるようになった。

## カバーした主なミュージシャン
- フリオ・イグレシアス
- トム・ジョーンズ
- マイ・ケミカル・ロマンス
- 西城秀樹
- 郷ひろみ
- 岩崎宏美
- 長南百合子とシルクロード（「TOKYO湾ブルース」収録 ラ・ルージュ）
- シジマサウンズ
- 荻野目洋子
- おおたか静流
  - 荻野目とおおたかのカバー版は日産・ローレル（7代目・C34前期型）のCMソングに起用された（作詞・荒木とよひさ）[3]。

## みんなのうた
NHKの『みんなのうた』では、『禁じられた遊び』というタイトルで1964年2月・3月に紹介。作詞は薩摩忠、編曲は小林秀雄が手掛け、歌は東京放送児童合唱団が担当した。